# Солтберн
«Солтберн» (англ. Saltburn) — психологічний трилер-драма 2023 року, написаний та знятий режисеркою і продюсеркою Емеральд Фіннелл. У фільмі зіграли Баррі Кіоган, Джейкоб Елорді, Розамунд Пайк, Річард Грант, Елісон Олівер та Арчі Мадекве. Дія розгортається в середині 2000-х років і розповідає про молодого студента університету (Кіоган), який закохується у свого однокласника-аристократа (Елорді), і його багату, але ексцентричну сім'ю.
Світова прем'єра фільму «Солтберн» відбулася на 50-му кінофестивалі в Теллурайді 31 серпня 2023 року, його вихід у Великій Британії було заплановано на 17 листопада 2023 року, а в США — в обмежений кінопрокат — того ж дня, перш ніж запустити в широкий прокат 22 листопада 2023 року.

## Сюжет
Наприкінці 2006 року обдарований студент Олівер Квік намагається освоїтися в Оксфордському університеті. Йому бракує обізнаності з вишуканими манерами інших студентів-аристократів. За збігом обставин, катаючись на велосипеді, він дружиться з Феліксом Каттоном, заможним і популярним студентом, який співчуває Оліверу, котрий розповідає про погане здоров'я своїх бідних батьків. Коли батько Олівера помирає, Фелікс пропонує йому провести літо в заміському будинку його родини, Солтберні.
У Солтберні Олівер зустрічає батьків Фелікса, сера Джеймса та леді Елспет, його сестру Венецію та подругу Елспет, Памелу, а також Феліксового двоюрідного брата Фарлі, з яким Олівер мав напружені стосунки в Оксфорді. Олівер швидко завойовує прихильність родини Фелікса своєю простотою та водночас неабияким інтелектом. Лише Фарлі ставиться до нього неприязно. Манірну Памелу після розмови за вечерею родина охоче виселяє з будинку. Фелікс поселяє Олівера біля себе, і вирішує, що в них буде спільна ванна. Оліверу спершу ніяково жити, як аристократ, дотримуючись вимог щодо одягу, розпорядку дня та іншого. Венеція попри те в захваті від його спостережливості та розповідає йому про свій колишній лесбійський досвід. Олівер досліджує будинок, зокрема його увагу привертає план лабіринту з живоплоту, що росте на подвір'ї.
Одного разу вночі Олівер підглядає як Фелікс мастурбує у ванні. Потім він сам заходить у ванну та облизує її злив. Пізніше вночі він робить Венеції кунілінгус попри те, що в неї місячні. Фарлі стає свідком цього та повідомляє Фелікса, але Олівер стверджує, що це була пропозиція самої Венеції. Вночі Олівер сексуально домагається до Фарлі, погрожуючи йому. Наступного ранку Джеймс виселяє Фарлі, отримавши повідомлення від Sotheby's про намір Фарлі продати родинні коштовності.
Наприкінці літа Елспет і Джеймс планують вечірку у стилі «Сну літньої ночі» на день народження Олівера. Фелікс вирішує зробити Оліверу подарунок і звозити його до матері. Олівер панікує, проте погоджується. Прибувши до будинку родини в Прескоті, Фелікс розуміє, що Олівер брехав йому. Насправді його батько живий і здоровий, як і мати. Вони зовсім не бідні, а живуть у респектабельному передмісті середнього класу. Фелікс вирішує нікому не розповідати про це, щоб ніхто не дізнався про його довірливість, але наказує Оліверу покинути Солтберн після вечірки. Під час святкування Олівер каже Феліксу, що кохає його, але той лишається неприязним.
Наступного ранку Фелікса знаходять мертвим у лабіринті з живоплоту. Олівер поширює чутки, що це пов'язано з продажем Фарлі наркотиків під час вечірки. Джеймс забороняє Фарлі будь-коли повертатися в Солтберн і позбавляє його фінансової підтримки. Олівер відвідує могилу Фелікса, а потім мастурбує на ній. Після похорону Фелікса Елспет наполягає, щоб Олівер лишився в Солтберні. Він так і робить, при цьому починає користуватися речами Фелікса. Венеція перебуває в депресії та звинувачує Олівера у розвалі її родини. Він намагається спокусити її, але вона зрештою відкидає його. Наступного дня Венецію знаходять мертвою — вона перерізала собі вени у ванні. Джеймс пропонує Оліверу гроші в обмін на те, щоб він покинув Солтберн. Олівер погоджується.
У 2022 році Олівер читає про смерть Джеймса в газеті. Згодом він випадково зустрічається з Елспет у кафе. Вона рада знову його бачити, наполягаючи, щоб він повернувся з нею до Солтберна. Провівши кілька місяців з Олівером, Елспет важко хворіє та робить Олівера спадкоємцем. Коли вона перебуває при смерті, Олівер зізнається Елспет, що влаштував усі смерті та розбрат у Солтберні. Він зумисне познайомився з Феліксом, отруїв його напій на вечірці, оббрехав Фарлі, а також поклав леза для гоління поруч з Венецією, коли вона купалася, спонукаючи її до самогубства. Таким чином Олівер лишився єдиним, кому Елспет могла б заповісти свої статки. Він також підлаштував свою зустріч з Елспет у кафе, щоб поновити з нею спілкування. Потім він відключає її від апарату життєзабезпечення, тим самим убивши.
Виконавши свій тривалий і підступний план, Олівер досягає того, чого давно хотів — багатства, і танцює голий в будинку, що належить йому одному.

## У ролях
- Баррі Кіоган — Олівер Квік
- Джейкоб Елорді — Фелікс Кеттон
- Розамунд Пайк — Елсбет Кеттон, мати Фелікса
- Річард Е. Грант — сер Джеймс Кеттон, батько Фелікса
- Елісон Олівер — Венеція Кеттон, сестра Фелікса
- Арчі Мадекве — Фарлі, двоюрідний брат Фелікса
- Кері Малліган — Памела, подруга Елсбет
- Пол Ріс — Дункан, дворецький
- Лоллі Адефопе — леді Дафна
- Юен Мітчелл — Майкл Геві
- Седі Соверол — Аннабель
- Ріс Ширсміт

## Виробництво

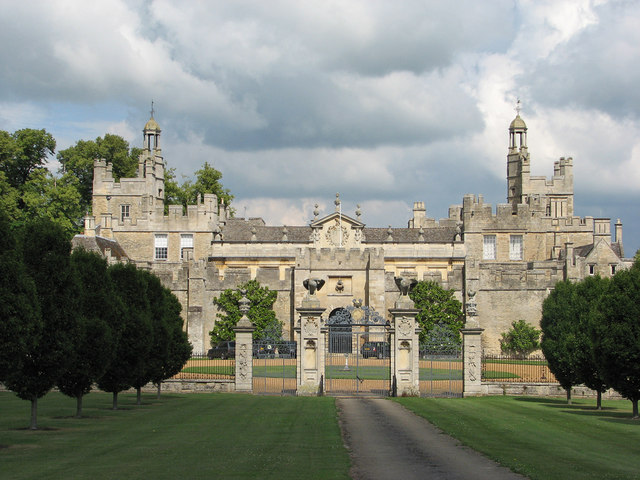
Драйтон-гауз, де знімали фільм

«Солтберн» — другий фільм режисерки Еміралд Фіннелл після фільму «Перспективна дівчина» (2020). У січні 2022 року LuckyChap Entertainment Тома Екерлі та Марго Роббі вели переговори про продюсування після попередньої співпраці з Фіннелл над її попереднім фільмом. У травні 2022 року продюсерами були затверджені Акерлі, Роббі та Джосі Макнамара, а до акторського складу приєдналися Розамунд Пайк, Джейкоб Елорді та Баррі Кіоган, а також Кері Малліган, зірка «Перспективної дівчини», що стала частиною акторського складу в грудні.
Пишучи сценарій фільму, Фіннелл намагалася поспівчувати таким «…людям, яких ми терпіти не можемо, людям, які викликають огиду — якщо ми можемо їх любити, якщо ми можемо закохатися в цих людей, якщо ми можемо зрозуміти, чому це так привабливо, незважаючи на їх очевидну жорстокість, несправедливість і якусь дивакуватість, якщо ми всі теж хочемо бути там, то я думаю, що це вкрай цікава динаміка». Вона хотіла створити власну версію фільму, дія якого повністю відбувається у заміському будинку, і перенесла основну дію фільму у 2006 рік, щоб «справді [збити] довбаний гламур», залишивши його в недавньому минулому.
Зйомки почалися 16 липня 2022 року, оператором виступив Лінус Сандгрен. Фільм відзнятий зі співвідношенням сторін 1,33:1, завдяки чому, за словами Фіннелл, створюється враження «підглядання». Зйомки відбувалися у заміському будинку Drayton House графства Нортгемптоншир, хоча членам знімальної групи заборонили публічно розкривати місце розташування будинку та особи його власників згідно з їхнім контрактом. Фіннелл вирішила не знімати в маєтку, знайомому глядачам, і хотіла зняти фільм в одному місці, сказавши: «Для мене було важливо, щоб ми всі були там разом, щоб створення фільму певним чином мало відчуття літа, коли всі разом втрачають розум… Я не хотіла постійно підбирати місця та переїжджати». Маєток ніколи раніше не використовувався для зйомок і, можливо, ніколи не буде використаний для них знову. Попри масштаб будинку, актори зрештою вивчили його інтер'єри та комфортно в них працювали.

## Реліз
Світова прем'єра фільму «Солтберна» відбулася на 50-му кінофестивалі в Теллурайді 31 серпня 2023 року. Також він був обраний фільмом відкриття 67-го Лондонського кінофестивалю BFI 4 жовтня 2023 року. Його обмежений випуск у США відбувся 17 листопада 2023 року, а 22 листопада 2023 року фільм вийшов у широкий прокат з дистриб'ютором Amazon MGM Studios Distribution — новим дистриб'ютором, створеним Amazon Studios після придбання Metro-Goldwyn-Mayer у 2022 році, щоб замінити United Artists Releasing і займатися випуском поточних і майбутніх назв Amazon і MGM. Спочатку він мав вийти в прокат 24 листопада 2023 року, але був перенесений на тиждень, щоб скористатися позитивною реакцією критиків, яку фільм отримав під час прем'єри у Теллурайді, і підвищити його шанси в «сезоні нагород». Warner Bros. Pictures займався міжнародним випуском фільму, а у Великій Британії фільм вийшов 17 листопада 2023 року.

## Символізм і мотиви

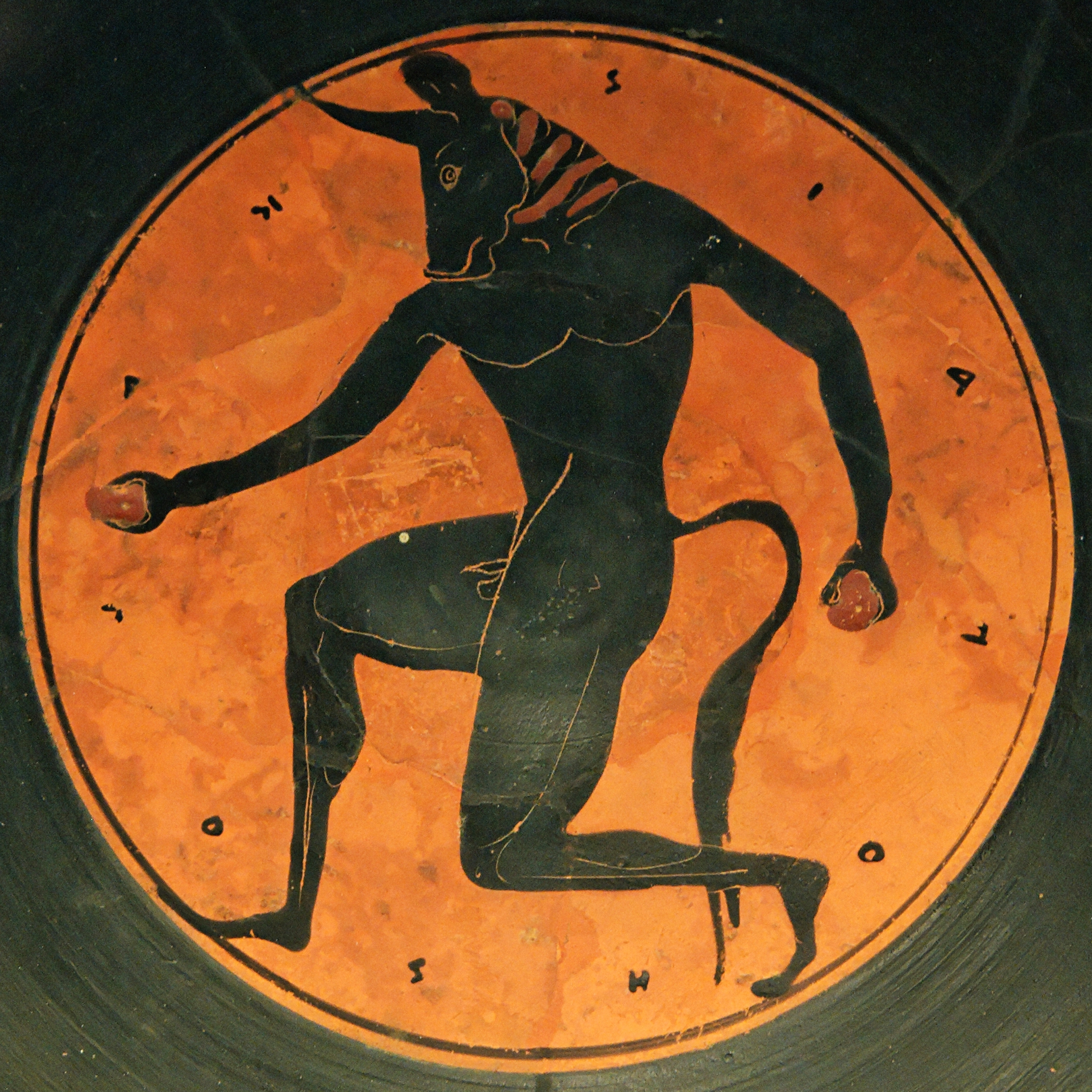
Образ Мінотавра ключовий у символіці фільму «Солтберн»

Фільм використовує численні міфологічні образи. Ключовою подією в фільмі є вечірка у стилі комедії Шекспіра «Сон літньої ночі», влаштована на день народження Олівера. Там Олівер постає в образі Мінотавра, який убиває Фелікса в лабіринті, давши йому отруйний напій. Сама багатоступенева схема Олівера з досягнення багатства — це теж свого роду лабіринт, де члени жителі Солтберну гинуть, як жертви Мінотавра. Протягом усього фільму Олівер метафорично та фізично поглинає кожного члена родини Кеттонів. На вечірці Елспет одягнена як Титанія, а Джеймс, як Тесей — при цьому маються на увазі персонажі Шекспіра. Венеція порівнює Олівера також із метеликом: «тихим, нешкідливим, притягнутим до блискучих речей», натякаючи на його бажання заволодіти багатством. Потім вона ж порівнює Олівера з гусінню, що проїдає дірки.
Хоча Фелікс не одягнений як персонаж «Сну літньої ночі», він має костюм Ікара, котрий загинув при наближенні до сонця, яким для нього постає удавана простота Олівера. Надмірне зближення з Олівером зрештою стає для Фелікса смертельним. Примітно, що в давньогрецькій міфології Ікар був сином Дедала, творця лабіринту, в якому ув'язнили Мінотавра. Таким чином Джеймс постає творцем обставин, у яких Олівер здійснює вбивства.
Родина Кеттонів згадує переказ про допельгангера, поява якого віщує смерть людини невдовзі. В цей час за вікном проходить двійник Фелікса. Свого двійника у віддзеркаленнях також має Олівер, що символізує його двоїстість: підступного справжнього Олівера та його публічний позитивний образ.
Протягом фінальних титрів демонструється символ уробороса, змії, яка поїдає власний хвіст. У фільмі він символізує цикл взаємної зверхності між класами. Бідні дивляться на багатих із ненавистю через їхнє недоступне багатство; багаті ж живуть за рахунок бідних. Жителі маєтку зазначають, що Олівер не перший бідний друг Фелікса, який там жив. Ставши багатим, Олівер стає тим, кого раніше ненавидів, і тепер йому самому загрожує знищення.
У «Солтберні» є багато посилань на готичну літературу. Феннелл зазначав, що як «Посередник» Л. П. Гартлі (1953), так і «Ребекка» Дафни дю Мор'є (1938) слугували натхненням для «Солтберну». Сцена з могилою натхненна «Буремним перевалом» Емілі Бронте (1847), де Гіткліф докопується до труни своєї коханої Кеті.

## Реакція
На вебсайті агрегатора рецензій Rotten Tomatoes 81 % із 53 відгуків критиків є позитивними із середнім рейтингом 7,6/10. Експерти сайту Metacritic, який використовує середньозважену оцінку, поставили фільму 62 бали зі 100, на основі голосів 18 критиків, що вказує на «загалом схвальні» рецензії.
Морін Лі Ленкер у Entertainment Weekly описала «Солтберн» як провокаційний фільм про одержимість. За її висновком, Феннелл розуміє, що одержимість — це не просто володіння: її кінцева мета — повністю поглинути об'єкт захоплення. Його візуальні та літературні посилання дозволяють досліджувати фільм знову і знову, адже це «кіно надмірностей» з талановитим акторським складом.
Ніколас Барбер у BBC відгукнувся, що Феннелл любить хизуватися жахливими дивацтвами своїх персонажів майже так само, як і їхньою блискучою, спітнілою шкірою, тому може пройти деякий час, перш ніж глядачі помітять, що насправді нічого особливого не відбувається. Але у фільму є й структурна проблема, яка полягає в тому, що більша частина сюжету відкладена на останній етап. Якщо згадати хитромудрий сюжет «Ножі наголо» та жахи «Трикутника смутку», «Солтберн» здається млявим. Тим не менш, якщо розглядати його як жахливу фантазію, а не проникливу сатиру, то «Солтберн» неймовірно розважальний фільм, де персонажі змагаються в огидності.
Софі Батчер у Empire зазначила, що акторська гра чудова, але актори працюють з дуже тонкими персонажами. Сцени часто розвиваються, щоб досягти межі чогось справді напруженого, але їх підводять незграбні діалоги.

### Відеоогляди українською
- Жахливий і ПРЕКРАСНИЙ водночас: СОЛТБЕРН, який захопив TikTok
- СОЛТБЕРН SALTBURN ОГЛЯД: ДЕТАЛІ ТА ТЕОРІЇ
- ГЕНІАЛЬНО ЧИ ОГИДНО? | Огляд та реакція на фільм «Солтберн» (+деанон)
- «Saltburn»: чи виправдана його популярність? солтберн, чоловіча любов та безмежне прийняття